# Dahlgrenius kuntzeni
Dahlgrenius kuntzeni är en skalbaggsart som först beskrevs av Reichardt 1932.  Dahlgrenius kuntzeni ingår i släktet Dahlgrenius och familjen stumpbaggar. Inga underarter finns listade i Catalogue of Life.